# Бабецький район
Бабецький район (азерб. Babək rayonu) — адміністративна одиниця у складі Нахічеванської Автономної Республіки Азербайджану. Адміністративний центр — місто Бабек.

## Розташування
Бабецький район межує:
- на півдні — з Ісламською Республікою Іран (по річці Араз);
- на сході — з Джульфінським районом;
- на півночі — з Шахбузьким районом;
- на північному заході — з Вірменією (по гірських хребтах);
- на заході з Кенгерлінським районом.

## Історія
Статус району було отримано 23 жовтня 1978 замість Нахічеванського району, коли центр автономної республіки отримав республіканське підпорядкування.
На території Бабецького району, за 28 км у північно-західному напрямку від центру району, поблизу села Пайиз, на правому березі річки Джехрічай, знаходиться фортеця Чалхангала, що належить до періоду бронзи. Фортеця, розташована на високій горі Чалхангала, обнесена великими кам'яними стінами. Вважається, що це місце було місцем оборони великого племені, що проживало в цих місцях в II тис. до н. е. Знайдені тут зразки матеріальної культури свідчать про наявність на цій території, в той період, економічних і культурних зв'язків з іншими племенами Близького Сходу.
В результаті карабаського конфлікту, під час нападів вірмен на села Юхари Бузгов і Гармачатаг в 1990–1991 роках, було завдано сильного збитку культурним установам, будівлі їх були зруйновані, бібліотеки спалені.
Через постійне військове напруження між Азербайджаном і Вірменією — на території району постійно перебувають військові частини Збройних сил Азербайджану.

## Географія
Бабецький район лежить біля підніжжя гір Малого Кавказу, а саме: на схилах Зангезурського і Даралаязького гірських хребтів. Та друга частина району простяглась на Нахчеванській низині та Голюстанській низині тому рельєф району, низинно-гірський.
З заходу дві гори: Дуздаг (Duzdağ) 1119 метрів над рівнем моря і Каровультепе (Qarovultəpə Daği) 919 метрів над рівнем моря. А з півночі Агкая-Даг (Ağqaya Dağı) 1756 метрів, Анабад-Гедик (Anabad-Gədik Dağı) 2081 метрів, Каракюш (Qaraqüş Dağı) 2600 метр, Кеджхалтапа (Kechaltapa) 2744 метрів, Аснакар (Asnakar Dağı) 2621 метрів, Чокеклії (Lizbird Çökəkliyi) 2034 метрів, Тагня (Tagnya) 1949 метр. Зі сходу — Місдаг (Misdağ) 1158 метрів, Саридаг (Sarıdağ) 1725 метрів, Шахбузтапа (Şahbuztəpə) 1572 метрів, Джурамелік-Даг (Curamelik-Dag) 1313 метрів, Асхаб-і-Кехф (Əshabi-Kəhf) 1665 метрів. А з півдня — Биринджи Кирмизи Даги (Birinci Qirmızı Dağı) 971 метр.
Дві головні водойми району — річки Араз та Нахчиванчай, водами яких живляться більшість земель району. В районі протікає ще кілька малих річок, які підживлюються талими та дощовими водами струмків, що витікають із гір. В районі знаходяться кілька великих водозабірень: Узунобаїнське, Неграмське, Сирабське і Гахабське водосховища та наявні численні зрошувальні канали.
Клімат в Бабецькому районі сухий, континентальний, з ознаками напівпустельного. Літо буває сухе й спекотне, а зима холодна й суха. Середня температура січня від −10 С до +5 С, липня — від +28 С до +35 С (іноді доходить і вище 40 С). За рік випадає 200–600 мм опадів (дощі, а у високогір'ї — сніг).
Район має багату флору і фауну. Рослинність, переважно, представлена напівпустельними видами. В Бабецькому районі можна зустріти: гірського козла, муфлона, вовка, лисицю, зайця, кабана та численні види польових гризунів, а птахів — куріпки, фазан та інші перелітні птахи.

## Населення
Все населення району — азербайджанці. Після конфлікту вірменами, сюди переселилися біженці-азербайджанці з сусідньої країни. Значна частина мешканців району подалася (хто на постійно, а хто по-сезонно) на заробітки до Туреччини чи до Баку. Адміністративний центр району місто Бабек, в якому знаходяться всі адміністративні установи району.
Станом на 1 січня 2014 року в районі проживало 65 140 жителів.
За даними 2007 року в районі проживало 63 969 мешканців, в 40 населених пунктах:
| #  | Населені пункти                  | Кількість жителів (2007) |
| -- | -------------------------------- | ------------------------ |
| 1  | Нехрам (Nehrəm)                  | 12140                    |
| 2  | Джехрі (Cəhri)                   | 8283                     |
| 3  | Бабек (Babək)                    | 2965                     |
| 4  | Шихмахмуд (Şıxmahmud)            | 2795                     |
| 5  | Сіраб (Sirab)                    | 2661                     |
| 6  | Зейнеддін (Zeynəddin)            | 2377                     |
| 7  | Карачук (Qaraçuq)                | 2638                     |
| 8  | Кагаб (Qahab)                    | 2612                     |
| 9  | Караханбейлі (Qaraxanbəyli)      | 2353                     |
| 10 | Кюльтепе (Kültəpə)               | 1859                     |
| 11 | Тумбул (Tumbul)                  | 1556                     |
| 12 | Гюзнют (Güznüt)                  | 1529                     |
| 13 | Керімбейлі (Kərimbəyli)          | 1462                     |
| 14 | Ярімджа (Yarımca)                | 1336                     |
| 15 | Вайхір (Vayxır)                  | 1290                     |
| 16 | Дідівар (Didivar)                | 1288                     |
| 17 | Кошадізе (Qoşadizə)              | 1283                     |
| 18 | Булкан (Bulqan)                  | 1127                     |
| 19 | Паїз (Payız)                     | 1051                     |
| 20 | Назерабад (Nəzərabad)            | 1036                     |
| 21 | Ашаги Бузков (Aşağı Buzqov)      | 979                      |
| 22 | Шекерабад (Şəkərabad)            | 937                      |
| 23 | Чешмебазар (Çeşməbasar)          | 896                      |
| 24 | Мезре (Məzrə)                    | 825                      |
| 25 | Хадживар (Hacıvar)               | 704                      |
| 26 | Халіллі (Xəlilli)                | 615                      |
| 27 | Каракала (Qaraqala)              | 555                      |
| 28 | Халхал (Xalxal)                  | 552                      |
| 29 | Юхарі Узуноба (Yuxarı Uzunoba)   | 541                      |
| 30 | Нахішнергіз (Naxışnərgiz)        | 502                      |
| 31 | Гермечатак (Gərməçataq)          | 498                      |
| 32 | Калбаорудж Дізе (Kalbaoruc Dizə) | 494                      |
| 33 | Гюльшенабад (Gülşənabad)         | 492                      |
| 34 | Маммедрза Дізе(Məmmədrza Dizə)   | 487                      |
| 35 | Ашаги Узуноба (Aşağı Uzunoba)    | 435                      |
| 36 | Бадашхан (Bədəşxan)              | 274                      |
| 37 | Араз (Araz)                      | 243                      |
| 38 | Юхарі Бузков (Yuxarı Buzqov)     | 154                      |
| 39 | Наджефелідізе (Nəcəfəlidizə)     | 145                      |
| 40 | Разом                            | 63969                    |

## Економіка
Основу економіки району становить сільське господарство, а саме: рослинництво, скотарство, виноградарство, баштанництво, овочівництво.
На території району є родовища кам'яної солі і будівельних матеріалів, залежні залізної руди. Район багатий мінеральними водами: Сірабські і Вайхірські джерела мінеральних вод відомі у світі.
В районі працює: 38 загальноосвітніх шкіл, 6 позашкільних та 1 дошкільний виховний заклад, 41 бібліотека, 32 клубних заклади, 2 музеї, 5 дитячих музичних шкіл, центральна лікарня, пологовий будинок, 2 дільничних лікарні, 16 лікарських амбулаторій, 14 фельдшерсько-акушерських пунктів, 4 фельдшерські пункти, гігієно-епідеміологічний центр та інші організації.
Через район проходить автомагістраль M-7 Highway яка з'єднує Азербайджан, Іран із Туреччиною. А також територією району прокладена залізнична колія, яка сполучала Нахічевань із Єреваном (після війни — вона мало діюча, і зрідка використовується для військових потреб).

## Історичні пам'ятники
На території району є чимало археологічних пам'яток, адже природне та географічне розташування району здавна приваблювало сюди землеробські і скотарські племена. Відомі світу пам'ятки Гюльтепе 1 і Кюльтепе 2 розташовані на цій території. Тут збереглися такі архітектурні споруди: вежі Чалхангала, Вайхір, Азнабюрт, Абасабад.
В 4 км на південний захід від центру Бабецького району, на березі річки Араз, знаходиться військова фортеця Аббасабад, побудована в 1809–1810 роках у формі п'ятикутника за проєктами французьких військових фахівців. Фортеця обнесена водним каналом, не раз вона перетворювалася на поле битв. В період будівництва Аразького водосховища частина залишків фортеці були затоплені.